# Гоноратив

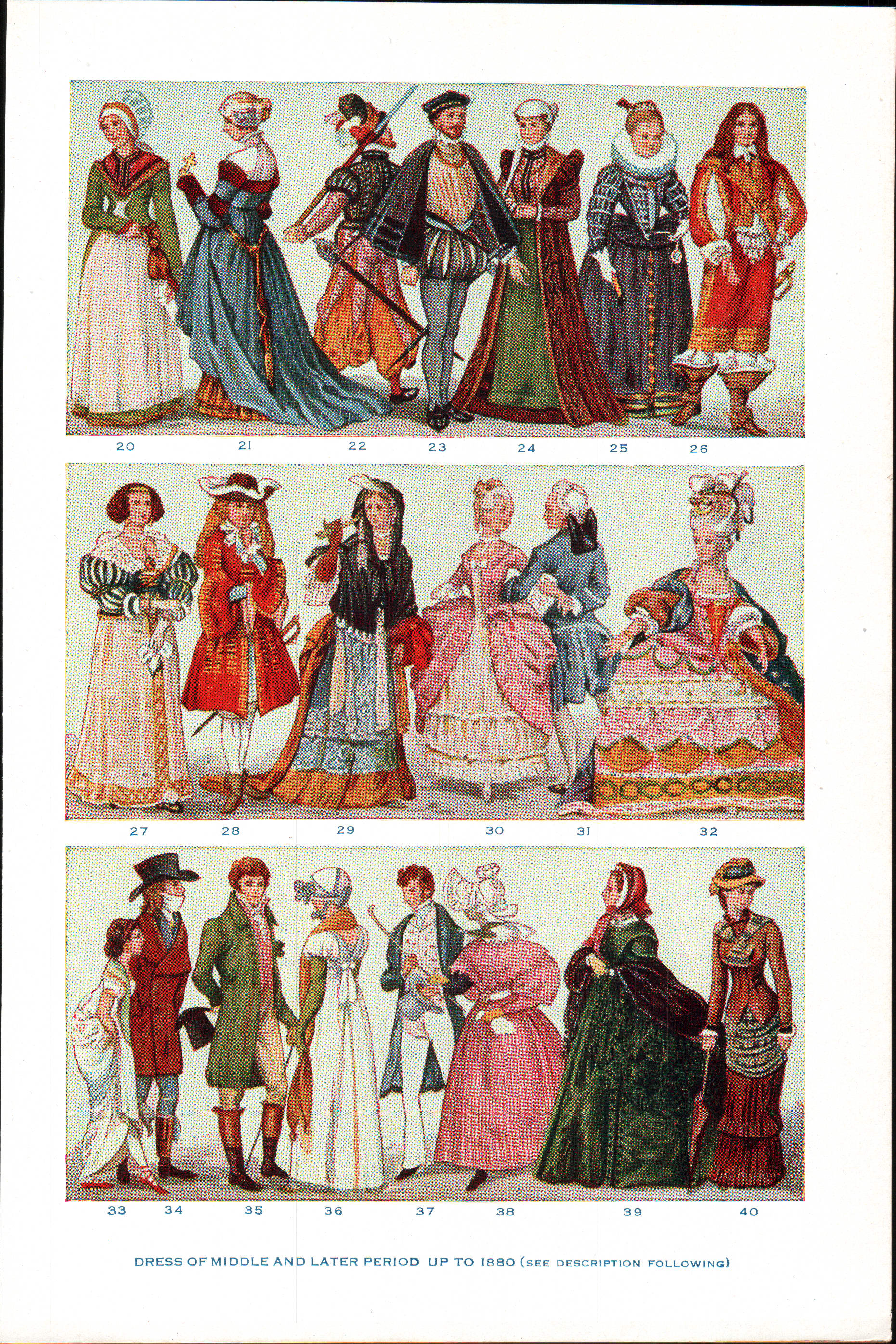
Костюми ХІХ століття

Гоноратив (англ. honorific) — форма ввічливості, що передає повагу через додавання посади (звання, титулу) при зверненні до людини або розповіді про неї. Також граматична категорія, що передає ставлення мовця до особи, про яку йде мова.
Іноді «гоноратив» використовується в більш конкретному значенні для позначення почесного вченого звання особи. Також часто пов'язаний із системами почесної мовної ідентифікації в лінгвістиці, яка є граматичними чи морфологічними способами кодування відносного соціального статусу особи.
Гоноративи були досить поширені по всій Європі в XVII-XIX століттях. Зараз більше залишились в європейських монархіях, в тому числі як титули ґречності; а також характерні для звертань «ввічливості» в японській. Існують і в деяких інших мовах Азії, наприклад, корейській або бірманській. 
Гоноративи використовуються і як стиль у граматичному описі третьої особи, так і як форма звернення до другої особи. Використання від першої особи є рідкістю або в сучасному світі вважається грубим. 
Деякі мови мають антигоноративи першої особи (наприклад "ваш покірний слуга"), завдяки яким відбувається вивищення особи, до якої звертаються.

## Англійські гоноративи

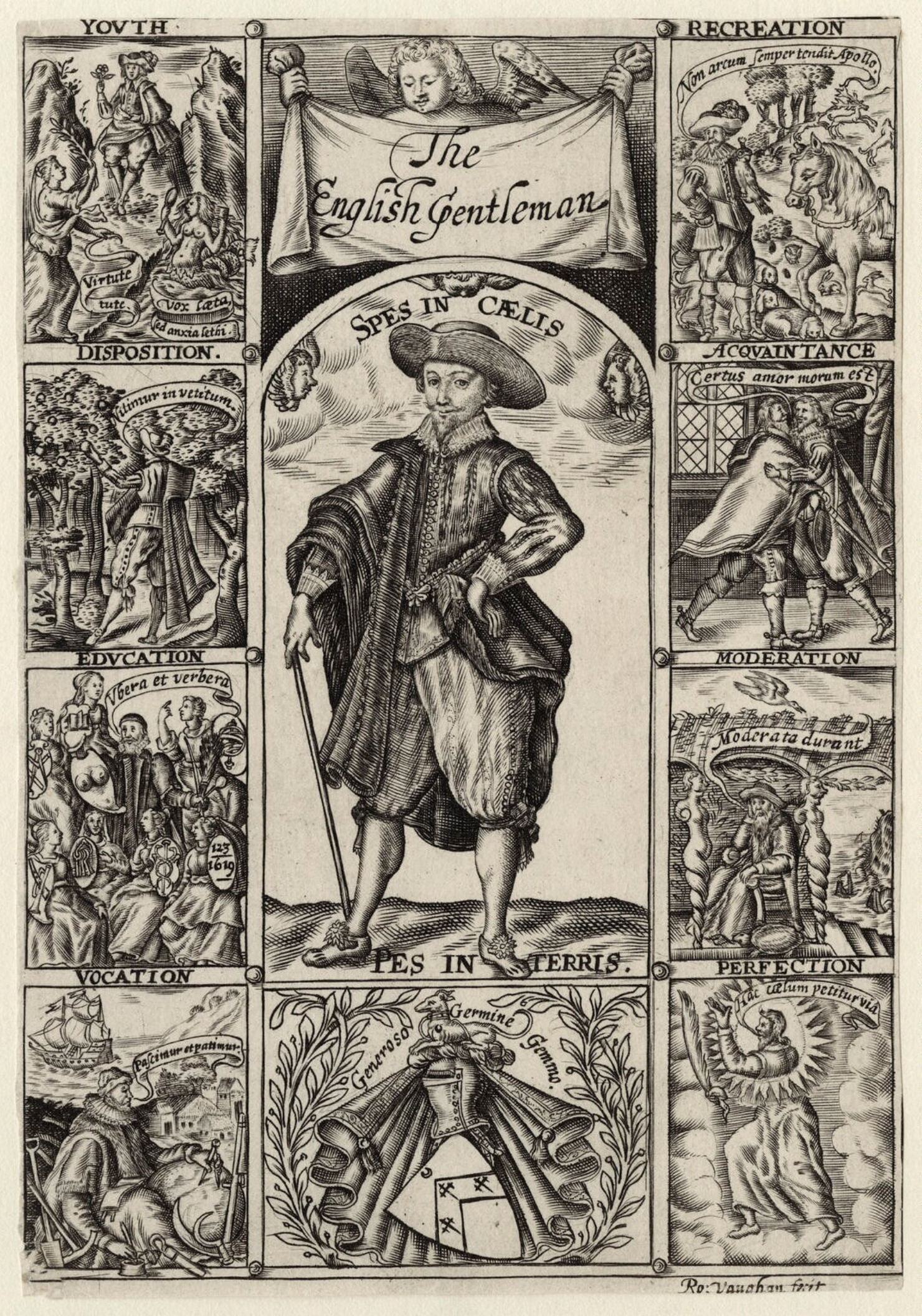

Найпоширеніші гоноративи в сучасній англійській мові зазвичай ставляться безпосередньо перед іменем людини.  
Форма звертання до чоловіка є "містер" (незалежно від сімейного стану). Почесний гоноратив "Mstr" може також використовуватися для хлопчика, який ще не став дорослим. 
До жінки звертання досі може від її сімейного стану: "міс" до неодруженої жінки, "місіс" ("Mrs") до одруженої, якщо її сімейний стан невідомий або його не бажано вказувати (як у Франції), використовується "міз" ("Ms"). 
Інші почесні звертання можуть позначати професію особи, наприклад: "лікар", "есквайр", "капітан", "тренер", "офіцер" ("Doctor", "Esquire", "Captain", "Coach", "Officer"), "преподобний" для всього духовенства або "отче" (для католиків, православних, греко-католиків або англіканських священиків), "рабин" для єврейського духовенства. Професор або доктор наук (professor, PhD).
Деякі почесні високопоставлені або шляхетні особи користуються звертаннями "сер" чи "мем" або "ваша честь" ("Sir", "Ma'am", "Your Honor"). Підлеглі часто використовують ці звертання до керівництва після відповіді на наказ: "Так, сер" або навіть "Сер, так, сер".
Суддів також часто називають "Ваша честь". У музиці видатний диригент чи віртуозний інструменталіст може бути відомий як "Маестро".
Монархів називають "Ваша / Його / її Величністю" або "Їх Величністю". До кардиналів та єпископів звертаються "Ваше Високопреосвященство".

## Італія
Почесні італійські звертання зазвичай обмежуються формальними ситуаціями. Професійні звання та титули, такі як інженер, адвокат, часто замінюються звичайним зверненням синьйор. Звертання «доктор» використовується дуже вільно для будь-якого випускника університету. Почесні звертання також пов'язані з посадою: монсиньйор (кардинал), сенатор, міністр, тощо.

## Іспанія
Іспанська мова має ряд почесних форм гоноративів, які можуть використовуватися як замінники імен. Наприклад: сеньйор, кабальєро, сеньйора (señor, caballero, señora), сеньйорита («міс»). Лісенсіадо (licenciado) для особи, яка має ступінь бакалавра або спеціаліста (адвокати, інженери); маестро (maestro) для викладача або особи, що має ступінь магістра; доктор, тощо. 
Також використовується дон (don) або донья (doña) для поважних людей в деяких країнах Латинської Америки або для будь-якого старшого громадянина. У деяких країнах Латинської Америки, таких як Колумбія, Гоноратив "доктор" використовується для будь-якої поважної особи, незалежно від того, чи має вона докторський ступінь; так само "Маестро" використовується для різних майстрів, особливо художників.

## Україна
В українській мові ввічливе звернення до людини виражається гоноративами пан/пані. Може додаватись також слово "добродій": пане добродію, пані добродійко.
До молодої неодруженої дівчини використовується форма "панна". 
В разі звертання до посадових осіб може додаватись посада або звання: пане президенте, пане міністре, пане професоре, пане полковнику. 
Також при офіційному звертанні до вищих посадових осіб держав використовуються такі форми: 
- До Президента держави: "Ваша Високодостойносте Пане Президенте".
- Звертання до міністрів і послів: "Високодостойний пане Міністре", "Високодостойний пане Амбасадоре".

До священників існує звертання "отче", до митрополитів (патріархів) - Ваша святосте, Ваша святість.
Іншим засобом вираження ввічливості в українській мові є «пошанна множина» — вживання форм множини при згадуванні однієї особи або звертанні до неї.